# بورس بخارست
بورس بخارست (به انگلیسی: Bucharest Stock Exchange) بازار بورس اوراق بهادار رومانی است، که در سال ۱۸۸۲ تأسیس شد.